# 小田翼
小田 翼（おだ つばさ）は、日本のインディーズ映画監督。DJ

## 監督作品（自主制作映画）
- 透き通る（2017） 監督/脚本
- 戦場のグルメ（2017） 監督/脚本
- ソーシャルネットワーキングデッド（2018） 監督
- 叛逆（2018） 監督/脚本
- 黒い巨人（2019）監督
- 骸骨男(2020)監督/脚本

## 商業作品
- キミがいたセカイMV（ノン⭐︎ストップ） 監督
- 魔法少女マイティさちこ(2023)監督/脚本(脚本は川崎ヒロユキと共同執筆)

## 参加作品
- 愛がなんだ （録音助手）
- Deep logic （照明助手）

## エピソード
学生時代に宮本拓との交流を深めていたことにより、2019年には宮本拓を迎えた作品『黒い巨人』を撮ることとなる。
同作はその年の全日本自主怪獣映画選手権（田口清隆主催）で審査員賞にあたる超全集賞を受賞している。

## 参考
- http://www.bunkyoeigasai.jp/movie/2018_3rd/
- http://www.bunkyoeigasai.jp/movie/